# Olga Artešina
Olga Artešina (Samara, 27. studenog 1982.), ruska košarkašica. 
Igrala je za rusku košarkašku reprezentaciju na Olimpijskim igrama 2004. godine u Ateni, gdje je osvojila brončano odličje.

## Vanjske poveznice
- Profil